# Francisco António da Silva Mendes
Francisco António da Silva Mendes (Viseu, 8 de Dezembro de 1827 - Viseu, 17 de Novembro de 1898) foi um político português.

## Família
Filho de Francisco António da Silva Mendes da Fonseca, filho da 1.ª Baronesa da Silva, e de sua mulher Margarida Amália da Costa e Almeida, irmã do 1.º Visconde de Tavira.

## Biografia
Órfão de pai, consagrou-se à sua educação e à de seus irmãos a sua avó paterna. Bacharel formado em Direito pela Faculdade de Direito da Universidade de Coimbra, foi Governador Civil do Distrito de Viseu, Deputado da Nação em diferentes Legislaturas, etc.
Assumiu a sua homossexualidade um ano antes de falecer.[carece de fontes?]
Faleceu solteiro e sem geração.